# 尼加拉瓜駐中華民國大使館
尼加拉瓜共和國駐中華民國大使館（西班牙語：Embajada de la República de Nicaragua en la República de China (Taiwán)）是尼加拉瓜曾在中華民國臺北市設置的大使館。

## 歷史
1955年5月18日中華民國與尼加拉瓜建交，1960年尼加拉瓜派遣首位兼任駐中華民國公使奧貴若（Humberto Argüello Tefel）。1960年10月8日，奧貴若向中華民國總統蔣中正遞交国书。1966年，雙方外交關係由公使級升格為大使級，奧貴若升為兼任大使。
1985年12月7日，尼加拉瓜與中华人民共和国政府建交，並與中華民國政府斷交，1990年11月5日與中華民國政府復交，並與中華人民共和國政府斷交。1991年4月16日，查莫羅（Pedro Joaquín Chamorro Barrios）成為雙方復交後的首任常駐大使。雙方復交後，大使館復設於臺灣省臺北縣蘆洲鄉，位於館址附近的集賢公園為紀念兩國邦誼，更名為尼加拉瓜公園，即使後使館遷至天母使館特區亦未易名。大使館復設超過30年後的2021年12月尼加拉瓜時間9日、中華民國時間10日，尼加拉瓜與中華民國政府再度斷交，並與中華人民共和國政府復交，大使館於年底前遭關閉。

## 外部連結
- （西班牙文）